# Plethodontohyla notosticta
Espèce
Synonymes
- Callula notosticta Günther, 1877
- Mantipus pulcher Ahl, 1929 "1928"

Statut de conservation UICN

 LC  : Préoccupation mineure
Plethodontohyla notosticta est une espèce d'amphibiens de la famille des Microhylidae.

## Répartition
Cette espèce est endémique de l'Est de Madagascar. Elle se rencontre dans l'est de l'île entre le Sud du mont Marojejy et le parc national d'Andohahela et, dans l'Ouest, du Parc national du Tsingy de Bemaraha jusqu'aux environs d'Ambohijanahary. Elle est présente du niveau de la mer jusqu'à 1 200 m d'altitude,.

## Description
Plethodontohyla notosticta mesure entre 35 et 42 mm. Son dos varie du brun roux au brun sombre parfois avec des stries brun foncé. Une fine ligne blanche marque la séparation entre le dos et les flancs qui sont uniformément sombre. La peau de son dos est lisse. Son ventre est blanchâtre ou jaunâtre parfois avec des taches sombres au niveau de la gorge qui peut être entièrement sombre chez le mâle.
Les têtards mesurent jusqu'à 17 mm et les jeunes font 6 mm lors de la métamorphose.

## Publications originales
- Ahl, 1929 "1928" : Beschreibung neuer Frösche aus Madagascar. Mitteilungen aus dem Zoologischen Museum in Berlin, vol. 14, p. 469-484.
- Günther, 1877 : Descriptions of some new Species of Reptiles from Madagascar. Annals and Magazine of Natural History, sér. 4, vol. 19, p. 313-317 (texte intégral).